# L'Année de notre vie
Pour plus de détails, voir Fiche technique et Distribution.
L'Année de notre vie (The Year of Getting to Know Us) est un film américain de Patrick Sisam sorti en 2008 aux États-Unis.

## Fiche technique
- Titre : L'Année de notre vie
- Titre original : The Year of Getting to Know Us
- Réalisation : Patrick Sisam
- Scénario : Patrick Sisam et Rick Velleu d'après les nouvelles Star Food et The Year of Getting to Know Us d'Ethan Canin
- Musique : John Swihart
- Photographie : Lisa Rinzler
- Montage : David Codron et Susan Shipton
- Production : Holly Wiersma
- Société de production : Grand Army Entertainment, Holly Wiersma Productions et Ring Productions
- Pays de production :  États-Unis
- Genre : Comédie dramatique
- Durée : 90 minutes
- Date de sortie : 
  - États-Unis : 24 janvier 2008 (festival du film de Sundance)

## Distribution
- Jimmy Fallon : Christopher Rocket
- Sharon Stone : Jane Rockett
- Lucy Liu : Anne
- Tom Arnold : Tom
- Bree Turner : Sandi
- Susanne Kreitman Taylor : Claire
- John Connon : Mark
- Tony Hale : Nickie Apple
- Illeana Douglas : Christine Jacobson
- Brian Patrick Clarke : Tom Jacobson
- Chase Ellison : Christopher Rocket jeune
- Connor Boyle : Nickie Apple jeune